# Povos do Xingu
Povos do Xingu são os povos indígenas do Brasil que vivem próximo ao rio Xingu, no estado do Mato Grosso. Eles têm muitas semelhanças culturais, apesar de terem etnologias diferentes. Os povos do Xingu representam quinze tribos e quatro grupos linguísticos indígenas diferentes, mas eles compartilham sistemas de crenças, rituais e cerimônias similares.

## História

### Era pré-colombiana
A região do Alto Xingu foi povoada antes do contato com os europeus e africanos. Assentamentos densamente povoados desenvolveram-se entre 1200-1600 d.C. Estradas e pontes antigas ligavam comunidades que muitas vezes eram cercadas por valas ou fossos. As aldeias eram pré-planejadas e contavam com praças circulares. Até 2011, dezenove aldeias foram desenterradas por arqueólogos.

### Pós-contato
Histórias orais dos cuicuros dizem que escravagistas europeus chegaram na região do Xingu por volta de 1750. A população do Xingu era estimada em dezenas de milhares, mas foi drasticamente reduzida por doenças e pela escravidão imposta por parte dos europeus. Nos séculos seguintes à penetração dos europeus na América do Sul, os povos do Xingu fugiram de diferentes regiões para escapar da  modernização e da assimilação cultural, assentando-se na região Alto Xingu. Até o final do século XIX, cerca de 3.000 nativos viviam no Alto Xingu, onde o seu estatuto político atual os mantiveram protegidos contra os invasores europeus. Em meados do século XX, esse número havia sido reduzido para menos de 1.000 pessoas, por causa de doenças epidêmicas estrangeiras, como a gripe, o sarampo, a varíola e a malária. Apenas cerca de 500 membros dos povos do Xingu estavam vivos em 1950.
Os brasileiros irmãos Villas-Bôas visitaram a área início de 1946 e lutaram pela criação do Parque Indígena do Xingu, que foi criado em 1961. O número de povos do Xingu vivendo nessa área em 32 assentamentos subiu novamente para mais de 3.000 habitantes, metade deles com menos de 15 anos de idade.
A vida dos Xingu nesta região têm hábitos semelhantes e sistemas sociais, apesar de diferentes idiomas. Especificamente, eles consistem dos povos indígenas seguintes: Auetis, Calapalos, Camaiurás, Caiapós, Cuicuros, Matipus, Meinacos, Nahukuá, Suyá, Trumai, Uaurás e Iaualapitis.